# Метонімія
Метонімія (грец. μετωνυμία — «перейменування») — слово, значення якого переноситься на найменування іншого предмета, пов'язаного з властивим для цього слова предметом за своєю природою.

## Загальні відомості
Метонімія та пов'язані з нею частини мови є широковживаними у щоденній розмові та письмі. Синекдоха та металепсис розглядаються як типи метонімії. Полісемія або багатозначність вживаного слова чи фрази, є деколи результатом метонімії. Вона разом з метафорою дають можливість замінити одні поняття іншими. Метонімія часто ототожнюється з метафорою, або розглядається як її різновид. Проте, якщо в метафорі заміна певних слів та словосполучень відбувається за схожістю чи аналогією, метонімія визначає заміну через асоціативний ряд чи сукупність суміжних означень. Американський літературний теоретик Кент Бьорк розглядає метафору та метонімію як одну із чотирьох троп поетичного мовлення разом іх синекдохою та іронією.
Окрім того, що метонімія є широковживаною в повсякденному мовленні, вона також є частиною мовлення в деякі поезії і великій частині риторики. Грецькі та латинські філологи, що вивчали риторику зробили величезний вклад у вивчення метонімії. Наприклад Арістотель не виокремлював метонімії з метафори. Як окремий троп метонімію вперше використав римський оратор І століття нашої ери Квінтіліан. На відміну від метафори, метонімічне зіставлення предметів відбувається не за ознакою їхньої подібності, а за ознакою їхньої суміжності, тобто належності їх до одного кола явищ, до понять одного порядку, пов'язаних часовими, просторовими, причинно-наслідковими та іншими відношеннями. Метонімія широко використовується у віршованому та прозаїчному мовленні як місткий зображувально-виражальний засіб.

## Приклад
Такий вислів, як «весь театр аплодував», містить у собі метонімію, виражену словом «театр». Це слово вжите тут не у прямому, а в переносному значенні, оскільки, кажучи так, ми маємо на увазі те, що аплодував не театр, а глядачі, які в ньому були. При цьому поняття «театр» і «глядачі» перебувають у тісному взаємозв'язку, виступаючи як близькі за самою своєю природою, реально, а не умовно, як це відбувається в метафорі.

## Класифікація
Розрізняють такі різновиди метонімії:
1. Метонімія місця (в основі — заміщення назви об'єкта вказівкою на місце його перебування). Наприклад: «Гомоніла Україна» (Т. Шевченко); «Борислав сміється» (І. Франко). Особливий випадок — заміна назви вмісту вказівкою на предмет, що вміщує його: «Ми випили по кілька чарок, і моя голова з незвички трохи обважніла» (В. Підмогильний).
2. Метонімія часу (в основі — заміщення назви події вказівкою на час, коли вона відбувалася). Наприклад: «Як і колись, так і тепер ти // Не спромоглась на гарний плід» (В. Сосюра; йдеться про історію України).
3. Метонімія засобу (в основі — заміщення назви дії вказівкою на знаряддя, яким вона була здійснена). Наприклад: «Під дзвінкії струни гетьмани встають, // І прадіди в струнах бандури живуть» (Л. Боровиковський).
4. Метонімія належності (в основі — заміщення назви предмета вказівкою на ім'я його творця). Наприклад: «Ти довго Шекспіра перекладав сьогодні» (Є. Маланюк).
5. Метонімія матеріалу (в основі — заміщення предмета вказівкою на матеріал, з якого цей предмет зроблений). Наприклад: «Купив князь пісню Боянову, // возложив йому гривну золоту на шию — // срібні гуслі озолотив, // попліч свого злотокованого стільця // у соболях возсадовив» (І. Калинець).

## Джерело
- Літературознавчий словник-довідник за редакцією Р. Т. Гром'яка, Ю. І. Коваліва, В. І. Теремка. — К.: ВЦ «Академія», 2007